# Atlantis European Airways

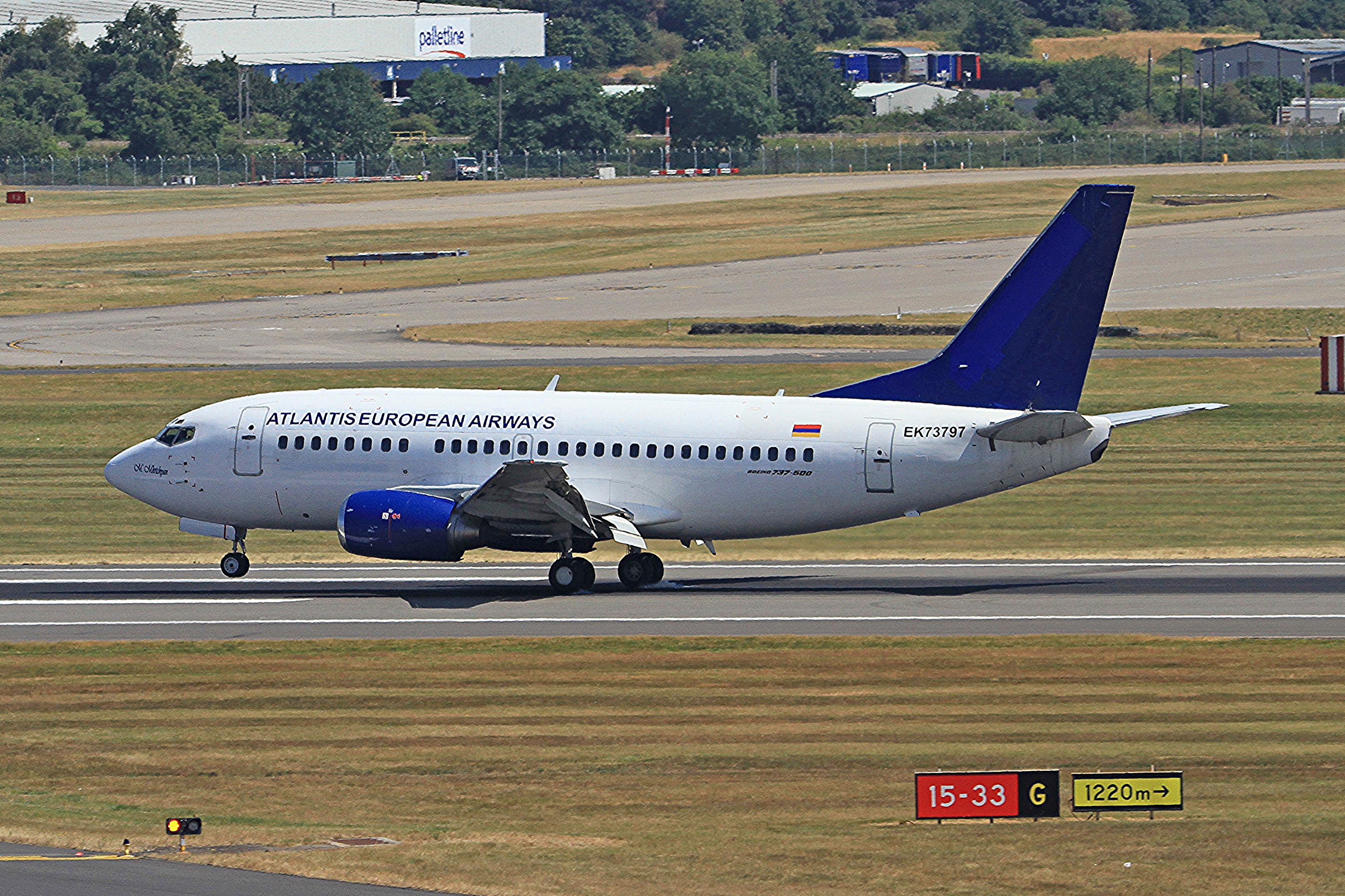
Atlantis European Airways

Atlantis European Airways est une compagnie aérienne basée à Erevan, Arménie. Elle assure des services passagers vers Vienne et Prague. Cette compagnie figurait sur la liste des compagnies aériennes interdites au sein de l'Union européenne. Elle cesse ses opérations en février 2021.

## Services
Atlantis European Airways effectue des vols entre Erevan et l'Europe. Vers Prague les vols sont assurés en partage de code par Czech Airlines et vers Vienne par Austrian Airlines.

## Flotte
Atlantis European Airways n'exploite aucun appareil en service actif.